# Wereldkampioenschappen zwemmen 2022 – 4×100 meter wisselslag vrouwen
De 4×100 meter wisselslag voor vrouwen op de wereldkampioenschappen zwemmen 2022 in Boedapest vond plaats op 25 juni 2022. De acht snelste teams in de series gingen door naar de finale. 

## Records
Voorafgaand aan het toernooi waren dit het wereldrecord en het kampioenschapsrecord
| Wereldrecord         | Verenigde Staten Regan Smith Lilly King Kelsi Dahlia Simone Manuel | 3.50,40 | Gwangju | 28 juli 2019 |
| Kampioenschapsrecord | Verenigde Staten Regan Smith Lilly King Kelsi Dahlia Simone Manuel | 3.50,40 | Gwangju | 28 juli 2019 |

## Uitslagen

### Series
| Rang | Serie | Baan | Land                | Namen | Tijd    | Bijz. |
| ---- | ----- | ---- | ------------------- | --- | ------- | ----- |
| 1    | 2     | 4    | Australië           | Kaylee McKeown (59,06) Jenna Strauch (1.07,79) Brianna Throssell (57,29) Madison Wilson (52,63)                    | 3.56,77 | Q     |
| 2    | 1     | 6    | Nederland           | Kira Toussaint (59,75) Tes Schouten (1.06,83) Maaike de Waard (57,45) Marrit Steenbergen (53,45)                   | 3.57,48 | Q     |
| 3    | 1     | 3    | Zweden              | Hanna Rosvall (1.01,05) Sophie Hansson (1.06,94) Louise Hansson (56,71) Sarah Sjöström (53,11)                     | 3.57,81 | Q     |
| 4    | 2     | 5    | Canada              | Ingrid Wilm (59,54) Kelsey Wog (1.08,26) Maggie MacNeil (57,23) Kayla Sanchez (53,35)                              | 3.58,38 | Q     |
| 5    | 2     | 6    | Italië              | Silvia Scalia (1.01,12) Arianna Castiglioni (1.06,29) Elena Di Liddo (57,79) Silvia Di Pietro (54,20)              | 3.59,40 | Q     |
| 6    | 2     | 3    | China               | Peng Xuwei (1.00,29) Yu Jingyao (1.07,70) Zhang Yufei (57,47) Yang Junxuan (54,09)                                 | 3.59,55 | Q     |
| 7    | 1     | 4    | Verenigde Staten    | Rhyan White (1.00,12) Alexandra Walsh (1.07,60) Natalie Hinds (58,88) Erika Brown (53,46)                          | 4.00,06 | Q     |
| 8    | 2     | 2    | Frankrijk           | Emma Terebo (1.00,77) Adèle Blanchetière (1.08,99) Marie Wattel (57,83) Charlotte Bonnet (53,86)                   | 4.01,45 | Q     |
| 9    | 2     | 1    | Israël              | Aviv Barzelay (1.01,65) Anastasia Gorbenko (1.07,02) Lea Polonsky (59,42) Daria Golovaty (55,19)                   | 4.03,28 |       |
| 10   | 1     | 2    | Brazilië            | Stephanie Balduccini (1.03,43) Jhennifer Conceição (1.07,30) Giovanna Diamante (58,37) Ana Carolina Vieira (55,49) | 4.04,59 |       |
| 11   | 2     | 7    | Zuid-Korea          | Lee Eun-ji (1.00,79) Moon Su-a (1.09,56) Jeong So-eun (59,49) Hur Yeon-kyung (55,45)                               | 4.05,29 |       |
| –    | 1     | 5    | Verenigd Koninkrijk | Medi Harris (1.00,37) Molly Renshaw Laura Stephens Lucy Hope                                                       | DSQ     | DSQ   |
| –    | 1     | 1    | Thailand            | DNS | DNS     | DNS   |
| –    | 1     | 7    | Griekenland         | DNS | DNS     | DNS   |

### Finale
| Rang   | Baan | Land             | Namen | Tijd    | Bijz. |
| ------ | ---- | ---------------- | --- | ------- | ----- |
| Goud   | 1    | Verenigde Staten | Regan Smith (58,40) Lilly King (1.05,89) Torri Huske (56,67) Claire Curzan (52,82)                       | 3.53,78 |       |
| Zilver | 4    | Australië        | Kaylee McKeown (58,77) Jenna Strauch (1.05,99) Brianna Throssell (57,19) Mollie O'Callaghan (52,30)      | 3.54,25 |       |
| Brons  | 6    | Canada           | Kylie Masse (58,39) Rachel Nicol (1.07,17) Maggie MacNeil (56,80) Penny Oleksiak (52,65)                 | 3.55,01 |       |
| 4      | 3    | Zweden           | Hanna Rosvall (1.00,72) Sophie Hansson (1.06,20) Louise Hansson (56,38) Sarah Sjöström (52,66)           | 3.55,96 |       |
| 5      | 5    | Nederland        | Kira Toussaint (59,80) Tes Schouten (1.06,60) Maaike de Waard (57,39) Marrit Steenbergen (53,45)         | 3.57,24 | NR    |
| 6      | 7    | China            | Peng Xuwei (59,96) Tang Qianting (1.06,62) Zhang Yufei (57,64) Yang Junxuan (53,51)                      | 3.57,73 |       |
| 7      | 2    | Italië           | Margherita Panziera (1.00,35) Benedetta Pilato (1.07,00) Elena Di Liddo (57,45) Silvia Di Pietro (54,06) | 3.58,86 |       |
| 8      | 8    | Frankrijk        | Emma Terebo (1.00,58) Adèle Blanchetière (1.08,34) Marie Wattel (57,79) Charlotte Bonnet (53,23)         | 3.59,94 |       |